# Drienčany
Drienčany (hongrois : Derencsény) est un village de Slovaquie situé dans la région de Banská Bystrica.

## Histoire
La première mention écrite du village date de 1291.

## Démographie

### Évolution de la population
| Année:               | 1994. | 2004.   | 2014.   | 2024.    |
| -------------------- | ----- | ------- | ------- | -------- |
| Nombre de personnes: | 272   | 246     | 241     | 193      |
| Différence:          |       | -9,55 % | -2,03 % | -19,91 % |

| Année:               | 2023. | 2024.   |
| -------------------- | ----- | ------- |
| Nombre de personnes: | 195   | 193     |
| Différence:          |       | -1,02 % |